# Dinoderus speculifer
Dinoderus speculifer är en skalbaggsart som beskrevs av Pierre Lesne 1895. Dinoderus speculifer ingår i släktet Dinoderus och familjen kapuschongbaggar. Inga underarter finns listade i Catalogue of Life.